# Domenico Toschi
Domenico Toschi (Castellarano, 11 de junho de 1535 - Roma, 26 de março de 1620) foi um cardeal do século XVII

## Biografia
Nasceu em Castellarano, 11 de junho de 1535. De uma família provavelmente rugunalmente de Florença. Filho de Giovanni Battista Toschi, notário e procurador, e de Onesta Bardiani. Foi batizado em 21 de junho de 1535, na igreja de S. Maria, Castellarano; seu padrinho era Nicolò delli Cegotti e sua madrinha era Caterina Toschi. Teve cinco irmãos (Bartolomeo, que morreu muito jovem; Bartolomeo, Paolo Emilio, Prospero e Antonio) e seis irmãs (Lavinia, Giustina, Ippolita, Francesca e Maria, que teve uma irmã gêmea que não sobreviveu). Tio de Giovanni Battista Toschi, bispo de Narni, Tivoli e Rieti; e de Giovanni Battista Genovesi, bispo de Montemarano. Seu sobrenome também está listado como Toschi da Castello; como Tosco; como Tuschi; e como Tuscus.
Estudou geometria em Roma; e na Universidade de Pavia, onde se doutorou em direito.
Enviado por seu pai a Roma para estudar sob a direção de um tio que era leitor de matemática. Quando seu tio morreu, ele voltou para casa e descobriu que seu pai e seu irmão também haviam morrido. Entrou ao serviço do Marquês Sigismdo d'Este, signore de Castellarano, que, quando foi nomeado governador de Pavia, deu a Domenico um cargo de soldado na fortaleza da cidade; mais tarde foi promovido a sargento. Enquanto estava em Pavia, ele decidiu estudar direito e foi incentivado pelo Marquês Sigismondo a seguir a carreira jurídica. auditor universaldas causas do Marquês Sigismono e governador do castelo de S. Martino. Canon do capítulo da catedral de Reggio-Emilia. Retornou a Roma e trabalhou como advogado na cidade e na Cúria. Referendário do Tribunal da Assinatura Apostólica. Auditor geral do cardeal Pierdonato Cesi, legado em Bolonha, 1580-1584. Vice-legado em Bolonha, 20 de julho de 1585 a 13 de agosto de 1586; governador, 26 de agosto de 1586. Conselheiro de estado na Toscana, 1588-1592. Auditor da Sagrada Consulta , 1592.
Eleito bispo de Tivoli em 10 de maio de 1595. Consagrado em 21 de maio de 1595 na Igreja de Gesù, em Roma, pelo cardeal Mariano Pierbenedetti, coadjuvado por Marcantonio Bizoni, bispo de Foligno, e Fabrizio Perugini, bispo de Terracina. Governador de Roma, de 19 de agosto de 1595 a 3 de março de 1599.
Criado cardeal sacerdote no consistório de 3 de março de 1599; recebeu o gorro vermelho e o título de S. Pietro in Montorio, em 17 de março de 1599. Optou pelo título de S. Onofrio, em 25 de julho de 1604. Participou do conclave de março de 1605, que elegeu o Papa Leão XI. Participou do conclave de maio de 1605, que elegeu o Papa Paulo V. Renunciou ao governo da diocese em favor de seu sobrinho Giovanni Battista Toschi antes de 31 de julho de 1606. Optou pelo título de S. Pietro in Montorio, em 5 de maio de 1610. Camerlengo do Sagrado Colégio dos Cardeais, de 11 de janeiro de 1616 a 9 de janeiro de 1617.
Morreu em Roma em 26 de março de 1620. O funeral realizou-se na igreja de S. Maria dell'Anima, em Roma. Enterrado no meio do coro em seu título